# HD 212487
HD 212487，又名BD+37 4560，SAO 72296、HR 8536，是一颗恒星，视星等为6.22，位于銀經93.74，銀緯-15.8，其B1900.0坐标为赤經22h 19m 28.6s，赤緯+38° -15.8′ 50″。